# Edmond Wallace
Edmond Georges Richard Wallace (Saint-Maur-des-Fossés, 4 ottobre 1876 – Vauquois, 28 febbraio 1915) è stato uno schermidore francese.

## Carriera
Partecipò ai Giochi della II Olimpiade di Parigi nella gara di spada individuale, in cui si piazzò in sesta posizione. Anche suo fratello Richard prese parte alla stessa gara.